# Ringvaart
El Ringvaart és una via navegable de Bèlgica de 21,683 km de la classe V que enllaça els rius Escalda i Leie i els canals de Zwijnaarde, Gant-Bruges i Gant-Terneuzen. Malgrat el seu nom que significa canal circular (ring = anell, vaart = canal), de fet només fa tres quarts de cercle. És l'únic canal nou belga construït després de la Segona Guerra Mundial.

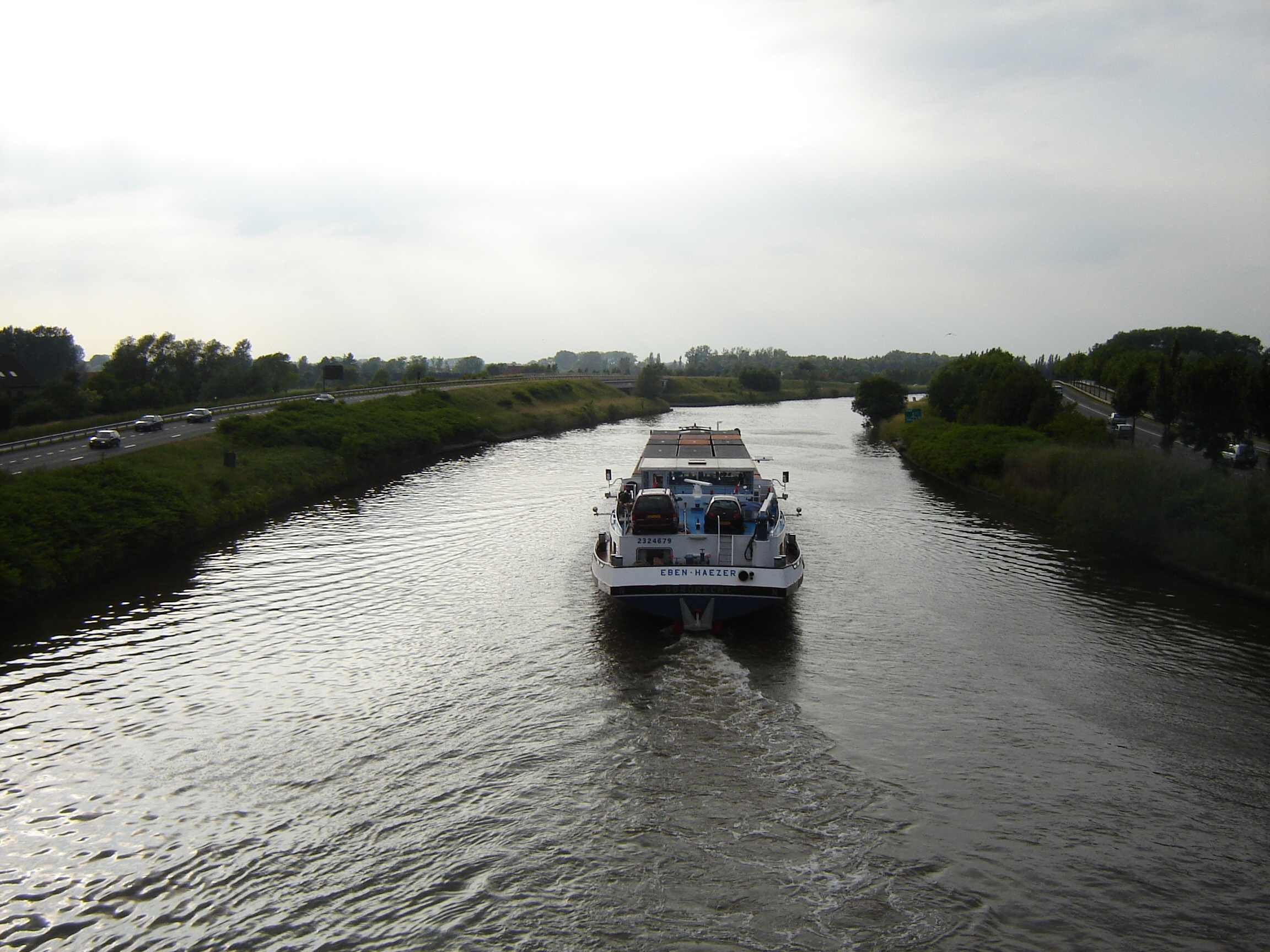
El Ringvaart de Gant prop de l'avinguda Beukenlaan

Des dels anys 1930 ja se cercava una solució per desembussar el trànsit fluvial dins el centre històric de la ciutat de Gant, on la densitat de monuments antics i cases no va pas permetre d'eixamplar els rius Escalda i Leie, ni els canals ciutadans com el Coupure, Ketelvaart i Visserij. Calia un dia i mitja l'estiu i fins a quatre dies l'hivern per travessar els 11,2 km de Gentbrugge fins al Handelsdok.
La construcció va començar l'any 1948 i es va acabar el 1970. El 1950 el Ministeri de foment de Bèlgica va nomenar l'enginyer Marcel van Cauwenberge, que ja havia fet un estudi preliminar el 1944, com a director del nou «Servei Especial del Ringvaart», per realitzar els plans i coordinar l'obra de construcció.
Avui el canal accepta embarcacions fins a 2.000 tones. Al marc del projecte transeuropeu de la xarxa Sena-Escalda se n'augmentarà la capacitat cap a 4.500 tones el 2016. Com que es troben moltes fàbriques i l'autopista perifèrica de Gant a les ribes, se l'eixampla i aprofundeix sense augmentar la seva superfície: es reemplaça les bermes inclinades del llit amb secció trapezial per bermes verticals. L'obra va començar el 2010. Es preveu obrir l'enllaç Sena-Escalda modernitzat el 2020, quatre anys més tard que inicialment previst.
| Rescloses            | Rescloses | Rescloses | Rescloses   | Rescloses      |
| -------------------- | --------- | --------- | ----------- | -------------- |
| Localitat            | llargada  | amplada   | profunditat | alçària lliure |
| Evergem 1            | 136,00 m  | 16,00 m   | 3,80 m      | 7,00 m         |
| Evergem Nieuwe Sluis | 230,00 m  | 25,00 m   | —           | —              |
| Merelbeke 1          | 180 m     | 18 m      | 4,50 m      | —              |
| Merelbeke 2          | 180 m     | 18,00 m   | 4,50 m      | 8,00m          |

## Altres canals amb el mateix nom
- El canal de desguàs Ringvaart al voltant de l'antic llac de Haarlemmermeer assecat, avui un pòlder.
- El canal entorn del nucli antic de Bruges, des de la porta Katelijnepoort fins a la resclosa del Dampoort